# The Kitchen
The Kitchen är en brittisk äventyrs- och dramafilm från 2023. Filmen är regisserad av Daniel Kaluuya och Kibwe Tavares där Kuluuya har skrivit manus tillsammans med Joe Murtagh.
Filmen hade världspremiär på London Film Festival den 15 oktober 2023 och hade premiär på Netflix den 19 januari 2024.

## Handling
Filmen kretsar kring Izi som bor i The Kitchen, ett av Londons fattigaste områden. När han träffar tonårige Benji ställs han inför en rad svåra beslut.

## Rollista (i urval)
- Kano – Izi
- Jedaiah Bannerman – Benji
- Hope Ikpoku Jr
- Teija Kabs
- Demmy Ladipo – Jase